# BMC Systems Biology
BMC Systems Biology era una rivista medica peer-reviewed che si occupava della ricerca in biologia dei sistemi. La rivista, fondata nel 2007 e pubblicata da BioMed Central, ha colmato una lacuna in quello che era un nuovo campo di ricerca. Parte della collana di riviste BMC, aveva un'ampia portata che comprendeva l'ingegneria dei sistemi biologici, la modellazione delle reti, le analisi quantitative, l'integrazione di diversi livelli di informazione e la biologia sintetica.